# ヤゴシュ・ヴコヴィッチ
ヤゴシュ・ヴコヴィッチ（セルビア語: Jaгoш Bукoвић, 英語: Jagoš Vuković, 1988年6月10日 - ）は、ユーゴスラビア（現・セルビア）出身のサッカー選手。ポジションはディフェンダー。

## 経歴
レッドスター・ベオグラードの下部組織にてキャリアを始め、トップチームに昇格するものの出場機会がなく2006年7月、同じベオグラードを本拠地とするFKラドへ移籍する。
2009年8月28日、エールディヴィジのPSVアイントホーフェンへ1年間のレンタル移籍が発表された。
2013年8月31日、セルビア・スーペルリーガのFKヴォイヴォディナ・ノヴィ・サドへ2年契約で移籍し、FKラド所属時以来となる母国へ復帰する。

## 代表歴
セルビア代表として、U-21代表でUEFA U-21欧州選手権2009に出場。また、UEFA U-19欧州選手権2007にも出場した。